# At the Gates
At the Gates es una banda sueca de death metal de Gotemburgo, formada en 1990. La banda fue una de las principales progenitoras del death metal melódico. Antes de su primera disolución en 1996, At the Gates lanzó cuatro álbumes, incluyendo Slaughter of the Soul (1995), que ha sido visto como un hito en la escena del death metal sueco de mediados de los 90.  Después de reunirse para una gira única en 2008, la banda se reformó una vez más en 2011, y desde entonces han lanzado tres álbumes más: At War with Reality (2014), To Drink from the Night Itself (2018) y The Nightmare of Being (2021).

## Historia

### Inicios (1990–1994)
At the Gates se formó a finales de 1990 por antiguos miembros del grupo de death y black metal Grotesque, quienes grabaron un primer EP titulado Gardens of Grief para el sello discográfico Dolores Recordings. La grabación de este primer  EP hizo que el sello discográfico Peaceville Records fichase a la banda, y lanzase su álbum de debut, The Red in the Sky Is Ours en el año 1992.
En 1993, tras la grabación de su segundo álbum de estudio, With Fear I Kiss the Burning Darkness, Alf Svensson miembro fundador y guitarrista deja la banda, para dedicarse al arte del tatuaje, la ilustración de novelas gráficas y a su proyecto en solitario de electrónica-opera-black metal, Oxiplegatz. Alf Svensson  fue rápidamente sustituido por el antiguo guitarrista de House of Usher Martin Larsson, a quien la banda conocía de la venta e intercambio de cintas underground. La banda continuó sus giras por Europa, y fue filmada para un especial de Headbangers Ball en Nottingham, Inglaterra, en julio de 1993.
At The Gates nació de las cenizas de una banda llamada Infestation, quienes en 1990 lazaron el demo When Sanity Ends. Al disolverse la banda se formó At The Gates. Padres del estilo llamado sonido de Gotemburgo ,  por haberse originado en esa ciudad de Suecia que después redundó en su fusión con el black metal, junto con otros artistas como Dissection. At The Gates combinaba brutales voces con una sección de ritmos a muy altos tiempos. Pero sin embargo lo que más los distinguió de otras bandas de la época fue su pesada sección de guitarras, que traía como novedad incluir melodías al mismo tiempo. Sus estructuras y su fluidez particulares les permitió distanciarse otros estilos melódicos como el heavy metal, pasando a ser los precursores del Death Metal de Gotemburgo. Su obra más trascendental fue el álbum "Slaughter of the Soul" del año 1995.
Aparecieron en el álbum "Metal Militia" en 1993 interpretando la canción "Escape" con el seudónimo de Snotrocket. No usaron su nombre original por problemas contractuales.
Tras publicar su último disco oficial en 1995, los integrantes de la banda siguieron caminos propios, e incluso formaron agrupaciones exitosas como The Haunted. El vocalista Tomas Lindberg se dedicó a trabajar en varios proyectos como The Great Deceiver, The Crown y Lock-up, alternando su trabajo  de cantante con el de profesor. En una entrevista con EMP Live, Lindberg,  habló sobre su carrera como profesor de escuela en su ciudad natal Gotemburgo Suecia. Tomas comentó: "Mis estudiantes están muy emocionados porque estoy en una banda, ellos no son metaleros, tienen como 11 o 12 años. Pero ellos vinieron al show cuando tocamos en Gotemburgo, entraron a backstage y se tomaron fotos con la banda, así que supongo que podría ser el profesor cool, el cual no intento ser"
Cuando se le preguntó si era el profesor "genial" con sus estudiantes, Tomas dijo "No, probablemente soy el buen profesor, espero, tenemos una buena relación. Creo que toda educación parte con una buena relación con los estudiantes"

### Reunión (2007-2008)
El 18 de octubre de 2007, At The Gates anunció su reunión seguida de varios recitales a mediados del 2008, incluyendo el Getafe Electric Festival, el Roskilde Festival, Ruisrock, Wacken Open Air, Graspop Metal Meeting, Sweden Rock Festival, Gods of Metal, Hellfest, Castle Festival, y Bloodstock Open Air, así como para una gira por Japón, con The Dillinger Escape Plan, Into Eternity, Pig Destroyer y Mayhem en mayo de 2008.

### 2010 en adelante
En diciembre de 2010, la banda anunció una segunda reunión en su ciudad natal (Gotemburgo, Suecia), con planes para tocar en el Metaltown 2011. Ese mismo mes, anunciaron que tocarían en Bloodstock Open Air en Derbyshire, Inglaterra. 
El 2012 tocan en el Resurrection Fest en Viveiro (Galicia), se presentaron en la Ciudad de México en el Circo Volador, recinto emblemático para eventos de este género musical, así como también hicieron su gira Sudamericana Suicidal Final Tour. 

### At War With Reality
At War With Reality fue publicado el 27 de octubre de 2014. Después de 18 años, y con la formación clásica de Slaughter Of The Soul, este álbum tiene influencias del movimiento literario que surgió entre los años 1960 y 1970, conocido como boom latinoamericano. En los títulos de las canciones es posible observar referencias a obras de escritores como Ernesto Sabato, Jorge Luis Borges, Carlos Fuentes y Gabriel García Márquez.

### To Drink From The Night Itself
To Drink From The Night Itself fue lanzado el 18 de mayo de 2018 a través de la discográfica Century Media. Producido con Russ Russell (Napalm Death, The Haunted, Dimmu Borgir, en Parlor Studios, Reino Unido. Presenta ilustraciones conceptuales creadas por Costin Chioreanu de Twilight 13 Media, que trabajó anteriormente con la banda en su último disco.
También fue la partida de uno de sus guitarristas fundadores. El cantante Tomas Lindberg habló en la revista Decibel sobre cómo la partida del antiguo guitarrista de At The Gates y su principal compositor Anders Björler afectó el sonido de la banda. 
"Es cierto que hay un gran cambio en la alineación", dijo. "Lo que hay que tener en cuenta es que Jonas Björler [bajo] escribió el 40 por ciento de 'Slaughter Of The Soul' y 'At War With Reality'. Algunas personas parecen olvidar esto. Simplemente asumen que el guitarrista principal es el Único compositor. Jonas tuvo que asumir mucha más responsabilidad esta vez, pero él y yo hemos tenido un tiempo realmente genial y creativo escribiendo este álbum. Puede haber un ligero cambio de dirección, tal vez, pero los fanáticos de At The Gates no deberían estar. preocupados, sigue siendo un disco de  At The Gates. En todo caso, es más pesado y más death metal que el anterior".
Lindberg dijo que el nuevo guitarrista de At The Gates Jonas Stålhammar llegó a la banda demasiado tarde como para participar en el proceso de composición del nuevo disco. "Este es básicamente Jonas [Björler] y yo en lo que respecta a la escritura. Todos los chicos han contribuido de alguna manera, pero la escritura principal viene de Jonas y de mí. La mayoría de las canciones ya estaban en las etapas finales cuando Jonas Stålhammar se unió, así que no hubo mucho tiempo para que él contribuyera, pero esperamos tenerlo más involucrado la próxima vez. Al decir eso, sus solos, por supuesto, serán escritos por él mismo ".

## Estilo musical, influencias y legado

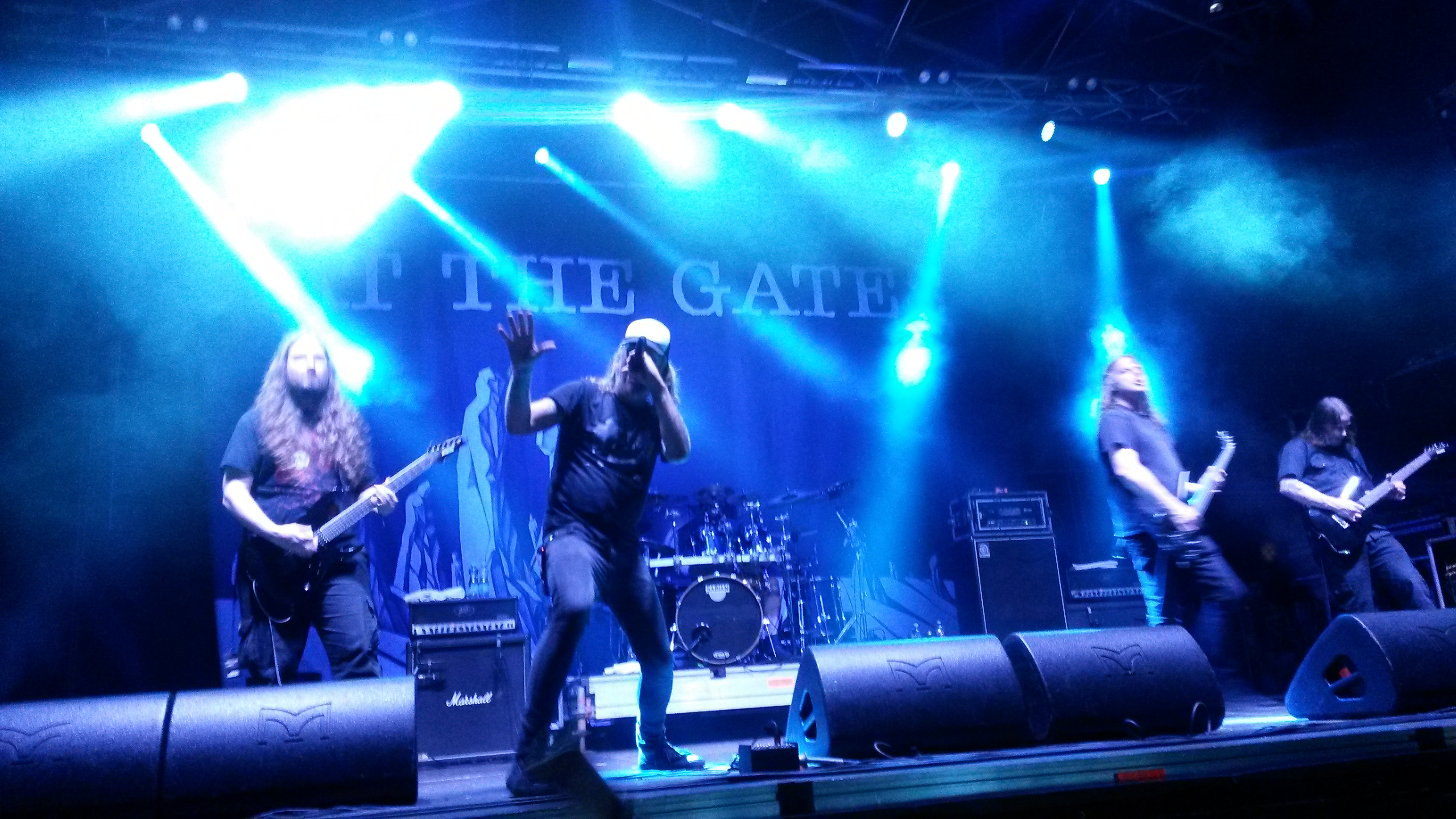
Banda sueca de death metal At The Gates en el festival Hard Rock Laager 2016

At The Gates toca un estilo de death metal melódico, death metal y death metal progresivo.
Tomas Lindberg, vocalista cita a Bathory, Death, Discharge, Judas Priest, Voivod, King Crimson, Mercyful Fate, King Diamond, Metallica, Possessed, Slayer, Dark Angel y Morbid Angel. Otras influencias son Goblin, Neu!, Magma, Thin Lizzy, Wishbone Ash, Iron Maiden, Trouble, The Obsessed y Exodus Tomas también reconoce como gran influencia bandas suecas como Europe, Candlemass, Emtombed, Afflicted, Merciless, Mercy y Gotham City.
At The Gates considerada una de las bandas que consolidó el sonido de la "Nueva Ola de Death Metal Sueco" o "Sonido Gotemburgo" de bandas como In Flames, Arch Enemy o Soilwork y del metalcore americano de The Black Dahlia Murder, As I Lay Dying, Killswitch Engage o All That Remains.
Bandas que citan a At The Gates como influencia son The Black Dahlia Murder, Killswitch Engage, Avenged Sevenfold, All That Remains, God Forbid y Bring Me The Horizon

## Premios
At the Gates fue nominada a los Premios Grammy Suecos por el álbum Slaughter of the Soul en 1996 junto con Fireside por Do Not Tailgate, Meshuggah por Destroy Erase Improve, y Magnum Opus de Yngwie Malmsteen.
En febrero del año 2015 At the Gates ganó un Premio Grammy Sueco por su álbum de regreso de 2014 At War with Reality.
En Junio del año 2015 también ganó el permio Metal Hammer Golden Gods Inspiration Award.

## Miembros
|  | Miembros actuales - Tomas Lindberg - Voz (1990–1996, 2007–2008, 2010–Actualidad) - Adrián Erlandsson - Batería (1990–1996, 2007–2008, 2010–Actualidad) - Martin Larsson - Guitarra rítmica (1993–1996, 2007–2008, 2010-Actualidad) - Jonas Björler - Bajo (1990-1992, 1993–1996, 2007–2008, 2010-Actualidad) - Jonas Stålhammar - Guitarra solista (2017-Actualidad) | Miembros anteriores - Anders Björler - Guitarra solista (1990–1996, 2007–2008, 2010–2017) - Alf Svensson - Guitarra rítmica (1990-1993) - Björn Mankner - Bajo (1990) - Cliff Lundberg - Bajo (1992) Miembros de sesión y gira - Dirk Verbeuren – Batería (2019) - Jesper Jarold - Violín (1991) - Ola Englund – Bajo (2019) - Tony Andersson - Bajo (1992) |

Cronología

## Discografía

### Álbumes
- The Red in the Sky is Ours (1992)
- With Fear I Kiss the Burning Darkness (1993)
- Terminal Spirit Disease (1994)
- Slaughter of the Soul (1995)
- Suicidal Final Art (2001 recopilatorio)
- At War with Reality (2014)
- To Drink from the Night Itself (2018)
- The Nightmare of Being (2021)

### EP
- Gardens of Grief (1991)
- Cursed to Tour (1996)

### Sencillos
- Kingdom Gone (1992)
- The Burning Darkness (1993)
- Terminal Spirit Disease (1994)
- Blinded By Fear (1995)

### Bootlegs
- Live in Manchester (5 de febrero de 1996)
- Live in Nottingham at Rock City (9 de febrero de 1996)
- Live in Cleveland, Ohio at the Agora Ballroom (marzo de 1996)
- Live in Houston, Texas at Abyss (17 de marzo de 1996)